# 2008년 하계 올림픽 레슬링
2008년 하계 올림픽 레슬링(중국어: 2008年夏季奥林匹克运动会摔跤比赛)은 2008년 하계 올림픽의 정식 종목으로 진행된 레슬링 경기로 8월 12일부터 8월 21일까지 중화인민공화국의 베이징에서 열렸다. 59개국에서 344명의 선수가 참가하였으며, 중국 농업대학 체육관에서 경기가 진행되었다.

## 경기장
2008년 하계 올림픽 레슬링 경기는 개최 도시인 베이징에 위치한 중국 농업대학 체육관에서 경기가 열렸다.
| 도시             | 경기장                                                         | 비고    |
| ---------------- | -------------------------------------------------------------- | ------- |
| 베이징 (Beijing) | 중국 농업대학 체육관 (China Agricultural University Gymnasium) | 전 경기 |

## 세부 종목
2008년 하계 올림픽 레슬링의 세부 종목은 아래와 같다.
| - 자유형 남자 - 55kg - 60kg - 66kg - 74kg - 84kg - 96kg - 120kg | - 자유형 여자 - 48kg - 55kg - 63kg - 72kg | - 그레코로만형 남자 - 55kg - 60kg - 66kg - 74kg - 84kg - 96kg - 120kg |

## 예선
각 국가(NOC)는 한 종목당 한 명씩 출전시킬 수 있으며, 국제 레슬링 연맹(FILA)은 2007년 세계 레슬링 선수권 대회에 각 체급에 선수를 출전시킨 국가들만 올림픽 예선에 참가할 수 있도록 규정했다. 개최국인 중화인민공화국은 개최국 자격으로 총 7장의 출전권이 자동으로 부여되었다.

## 경기 일정
경기 시간은 중국 표준시 (UTC+8) 기준이다.
| 날짜                   | 시간                      | 종목                     |
| ---------------------- | ------------------------- | ------------------------ |
| 2008년 8월 12일 화요일 |                           | 남자 그레코로만형 55kg급 |
| 2008년 8월 12일 화요일 | 남자 그레코로만형 60kg급  |                          |
| 2008년 8월 13일 수요일 |                           | 남자 그레코로만형 66kg급 |
| 2008년 8월 13일 수요일 | 남자 그레코로만형 74kg급  |                          |
| 2008년 8월 14일 목요일 |                           | 남자 그레코로만형 84kg급 |
| 2008년 8월 14일 목요일 | 남자 그레코로만형 96kg급  |                          |
| 2008년 8월 14일 목요일 | 남자 그레코로만형 120kg급 |                          |
| 2008년 8월 16일 토요일 |                           | 여자 자유형 48kg급       |
| 2008년 8월 16일 토요일 | 여자 자유형 55kg급        |                          |
| 2008년 8월 17일 일요일 |                           | 여자 자유형 63kg급       |
| 2008년 8월 17일 일요일 | 여자 자유형 72kg급        |                          |
| 2008년 8월 19일 화요일 |                           | 남자 자유형 55kg급       |
| 2008년 8월 19일 화요일 | 남자 자유형 60kg급        |                          |
| 2008년 8월 20일 수요일 |                           | 남자 자유형 66kg급       |
| 2008년 8월 20일 수요일 | 남자 자유형 74kg급        |                          |
| 2008년 8월 21일 목요일 |                           | 남자 자유형 84kg급       |
| 2008년 8월 21일 목요일 | 남자 자유형 96kg급        |                          |
| 2008년 8월 21일 목요일 | 남자 자유형 120kg급       |                          |

## 메달 집계
| 순위 | 국가                 | 금메달 | 은메달 | 동메달 | 합계 |
| ---- | -------------------- | ------ | ------ | ------ | ---- |
| 1    | 러시아 (RUS)         | 7      | 1      | 2      | 10   |
| 2    | 일본 (JPN)           | 2      | 3      | 1      | 6    |
| 3    | 조지아 (GEO)         | 2      | 1      | 1      | 4    |
| 4    | 중화인민공화국 (CHN) | 1      | 2      | 1      | 4    |
| 5    | 미국 (USA)           | 1      | 0      | 2      | 3    |
| 5    | 쿠바 (CUB)           | 1      | 0      | 2      | 3    |
| 5    | 프랑스 (FRA)         | 1      | 0      | 2      | 3    |
| 8    | 캐나다 (CAN)         | 1      | 0      | 1      | 2    |
| 8    | 튀르키예 (TUR)       | 1      | 0      | 1      | 2    |
| 10   | 이탈리아 (ITA)       | 1      | 0      | 0      | 1    |
| 11   | 불가리아 (BUL)       | 0      | 1      | 3      | 4    |
| 11   | 우크라이나 (UKR)     | 0      | 1      | 3      | 4    |
| 13   | 아제르바이잔 (AZE)   | 0      | 1      | 2      | 3    |
| 13   | 카자흐스탄 (KAZ)     | 0      | 1      | 2      | 3    |
| 13   | 키르기스스탄 (KGZ)   | 0      | 1      | 2      | 3    |
| 16   | 벨라루스 (BLR)       | 0      | 1      | 1      | 2    |
| 17   | 독일 (GER)           | 0      | 1      | 0      | 1    |
| 17   | 리투아니아 (LTU)     | 0      | 1      | 0      | 1    |
| 17   | 슬로바키아 (SVK)     | 0      | 1      | 0      | 1    |
| 17   | 타지키스탄 (TJK)     | 0      | 1      | 0      | 1    |
| 17   | 헝가리 (HUN)         | 0      | 1      | 0      | 1    |
| 22   | 아르메니아 (ARM)     | 0      | 0      | 2      | 2    |
| 23   | 대한민국 (KOR)       | 0      | 0      | 1      | 1    |
| 23   | 루마니아 (ROM)       | 0      | 0      | 1      | 1    |
| 23   | 이란 (IRI)           | 0      | 0      | 1      | 1    |
| 23   | 인도 (IND)           | 0      | 0      | 1      | 1    |
| 23   | 체코 (CZE)           | 0      | 0      | 1      | 1    |
| 23   | 콜롬비아 (COL)       | 0      | 0      | 1      | 1    |
| 23   | 폴란드 (POL)         | 0      | 0      | 1      | 1    |
| 합계 | 합계                 | 18     | 18     | 35     | 71   |

### 메달리스트

#### 남자 자유형
| 종목                       | 금                             | 은                                 | 동                                   |
| -------------------------- | ------------------------------ | ---------------------------------- | ------------------------------------ |
| 남자 자유형 55kg급 자세히  | 헨리 세후도 · 미국             | 마쓰나가 도모히로 · 일본           | 베시크 쿠두호프 · 러시아             |
| 남자 자유형 55kg급 자세히  | 헨리 세후도 · 미국             | 마쓰나가 도모히로 · 일본           | 라도슬라프 벨리코프 · 불가리아       |
| 남자 자유형 60kg급 자세히  | 마블레트 바티로프 · 러시아     | 유모토 겐이치 · 일본               | 바자르 바자르구루예프 · 키르기스스탄 |
| 남자 자유형 60kg급 자세히  | 마블레트 바티로프 · 러시아     | 유모토 겐이치 · 일본               | 모라드 모함마디 · 이란               |
| 남자 자유형 66kg급 자세히  | 라마잔 샤힌 · 튀르키예         | 안드리 스타드니크 · 우크라이나     | 수실 쿠마르 · 인도                   |
| 남자 자유형 66kg급 자세히  | 라마잔 샤힌 · 튀르키예         | 안드리 스타드니크 · 우크라이나     | 오타르 투시슈빌리 · 조지아           |
| 남자 자유형 74kg급 자세히  | 부바이사르 사이티예프 · 러시아 | 무라트 가이다로프 · 벨라루스       | 게오르기처 슈테판 · 루마니아         |
| 남자 자유형 74kg급 자세히  | 부바이사르 사이티예프 · 러시아 | 무라트 가이다로프 · 벨라루스       | 키릴 테르지에프 · 불가리아           |
| 남자 자유형 84kg급 자세히  | 레바즈 민도라슈빌리 · 조지아   | 유수프 아브두살로모프 · 타지키스탄 | 타라스 단코 · 우크라이나             |
| 남자 자유형 84kg급 자세히  | 레바즈 민도라슈빌리 · 조지아   | 유수프 아브두살로모프 · 타지키스탄 | 게오르기 케토예프 · 러시아           |
| 남자 자유형 96kg급 자세히  | 시르바니 무라도프 · 러시아     | 기오르기 고그셸리제 · 조지아       | 미첼 바티스타 · 쿠바                 |
| 남자 자유형 96kg급 자세히  | 시르바니 무라도프 · 러시아     | 기오르기 고그셸리제 · 조지아       | 헤타크 가주모프 · 아제르바이잔       |
| 남자 자유형 120kg급 자세히 | 바흐티야르 아흐메도프 · 러시아 | 다비트 무술베스 · 슬로바키아       | 디스네이 로드리게스 · 쿠바           |
| 남자 자유형 120kg급 자세히 | 바흐티야르 아흐메도프 · 러시아 | 다비트 무술베스 · 슬로바키아       | 마리트 무탈리모프 · 카자흐스탄       |

#### 남자 그레코로만형
| 종목                             | 금                               | 은                                   | 동                               |
| -------------------------------- | -------------------------------- | ------------------------------------ | -------------------------------- |
| 남자 그레코로만형 55kg급 자세히  | 나지르 만키예프 · 러시아         | 뢰브섄 바이라모프 · 아제르바이잔     | 로만 아모얀 · 아르메니아         |
| 남자 그레코로만형 55kg급 자세히  | 나지르 만키예프 · 러시아         | 뢰브섄 바이라모프 · 아제르바이잔     | 박은철 · 대한민국                |
| 남자 그레코로만형 60kg급 자세히  | 이슬람베카 알비예프 · 러시아     | 누르바히트 텐기스바예프 · 카자흐스탄 | 루슬란 튜멘바예프 · 키르기스스탄 |
| 남자 그레코로만형 60kg급 자세히  | 이슬람베카 알비예프 · 러시아     | 누르바히트 텐기스바예프 · 카자흐스탄 | 성장 · 중화인민공화국            |
| 남자 그레코로만형 66kg급 자세히  | 스테브 게노 · 프랑스             | 카나트베크 베갈리예프 · 키르기스스탄 | 미하일 샤묘나우 · 벨라루스       |
| 남자 그레코로만형 66kg급 자세히  | 스테브 게노 · 프랑스             | 카나트베크 베갈리예프 · 키르기스스탄 | 아르멘 바르다냔 · 우크라이나     |
| 남자 그레코로만형 74kg급 자세히  | 마누차르 크비르크벨리아 · 조지아 | 창융샹 · 중화인민공화국              | 크리스토프 게노 · 프랑스         |
| 남자 그레코로만형 74kg급 자세히  | 마누차르 크비르크벨리아 · 조지아 | 창융샹 · 중화인민공화국              | 야보르 야나키에프 · 불가리아     |
| 남자 그레코로만형 84kg급 자세히  | 안드레아 민구치 · 이탈리아       | 포도르 졸탄 · 헝가리                 | 나즈미 아블루자 · 튀르키예       |
| 남자 그레코로만형 84kg급 자세히  | 안드레아 민구치 · 이탈리아       | 포도르 졸탄 · 헝가리                 | 없음                             |
| 남자 그레코로만형 96kg급 자세히  | 아슬란베크 후시토프 · 러시아     | 미르코 엥글리히 · 독일               | 애덤 휠러 · 미국                 |
| 남자 그레코로만형 96kg급 자세히  | 아슬란베크 후시토프 · 러시아     | 미르코 엥글리히 · 독일               | 마레크 슈베츠 · 체코             |
| 남자 그레코로만형 120kg급 자세히 | 미하인 로페스 · 쿠바             | 민다우가스 미즈가이티스 · 리투아니아 | 야니크 슈체파니아크 · 프랑스     |
| 남자 그레코로만형 120kg급 자세히 | 미하인 로페스 · 쿠바             | 민다우가스 미즈가이티스 · 리투아니아 | 유리 파트리케예브 · 아르메니아   |

#### 여자 자유형
| 종목                      | 금                      | 은                         | 동                               |
| ------------------------- | ----------------------- | -------------------------- | -------------------------------- |
| 여자 자유형 48kg급 자세히 | 캐럴 윈 · 캐나다        | 이초 지하루 · 일본         | 마리야 스타드니크 · 아제르바이잔 |
| 여자 자유형 48kg급 자세히 | 캐럴 윈 · 캐나다        | 이초 지하루 · 일본         | 이리나 메를레니 · 우크라이나     |
| 여자 자유형 55kg급 자세히 | 요시다 사오리 · 일본    | 쉬리 · 중화인민공화국      | 토냐 버빅 · 캐나다               |
| 여자 자유형 55kg급 자세히 | 요시다 사오리 · 일본    | 쉬리 · 중화인민공화국      | 하켈리네 렌테리아 · 콜롬비아     |
| 여자 자유형 63kg급 자세히 | 이초 가오리 · 일본      | 알료나 카르타쇼바 · 러시아 | 옐레나 샬리기나 · 카자흐스탄     |
| 여자 자유형 63kg급 자세히 | 이초 가오리 · 일본      | 알료나 카르타쇼바 · 러시아 | 랜디 밀러 · 미국                 |
| 여자 자유형 72kg급 자세히 | 왕자오 · 중화인민공화국 | 스탄카 즐라테바 · 불가리아 | 하마구치 교코 · 일본             |
| 여자 자유형 72kg급 자세히 | 왕자오 · 중화인민공화국 | 스탄카 즐라테바 · 불가리아 | 아그니에슈카 비에슈체크 · 폴란드 |